# Hernán Barreto
Hernán Barreto (Zárate, 14 de abril de 1991) es un deportista argentino que compite en atletismo adaptado, medallista de bronce en los Juegos Paralímpicos de Londres y Río de Janeiro. También es medallista de oro panamericano. Pertenece al Club Atlético unión de Zárate y su categoría paralímpica es T35. Becado por el ENARD. En 2020 fue premiado por la Fundación Konex como uno de los 5 mejores atletas de la Argentina en la última década.

## Carrera deportiva
- 2011: gana medallas de oro en 100 m y 200 m en los Juegos Parapanamericanos de Guadalajara 2011.
- 2012: gana la medalla de bronce en 200 m en los Juegos Paralímpicos de Londres 2012 y llega en 4.º lugar (diploma paralímpico) en 100 m.
- 2013: gana medallas de bronce en 100 m y 200 en el Campeonato Mundial de Atletismo Adaptado de Lyon 2013.
- 2015: gana la medalla de oro en 100 m en los Juegos Parapanamericanos de Toronto. Diploma paralímpico (4.º puesto) en 100 m y 200 m en el Campeonato Mundial de Atletismo Adaptado de Doha 2015.
- 2016: gana la medalla de bronce en 100 m en los Juegos Paralímpicos de Río de Janeiro. Al día siguiente gana su segunda medalla de bronce en los 200 m llanos.[4]